# Jantra
Jàntra (bulgarsk Янтра) er en flod i det nordlige Bulgarien og er en af Donaus bifloder fra højre. Floden er 285 kilometer lang (den tredje længste biflod til Donau i Bulgarien), og har et afvandingsareal på 7.862 km².
Jantra har sit udspring ved den nordlige fod af bjerget Hadzji Dimitar i de centrale områder af Balkanbjergene i en højde på 1.340 meter. Den øverste del af floden bliver ofte kaldt Etar (Етър), som er det gamle navn på floden. Jantra munder ud i Donau nær byen Svisjtov.
Man finder mange kløfter langs floden, og den største ligger nær Veliko Tarnovo og har en længde på 7 kilometer, selvom det egentlig er dobbelt så langt på grund af alle svingene floden tager i området.
Af byer langs floden finder man Gabrovo, Veliko Tarnovo, Gorna Orjahovitsa, Polski Trambesj og Bjala, nær den kendte bro Belenski most over Jantra.
De største bifloder er Rositsa og Stara.

## Billedgalleri
- Belenski most - broen ved Bjala
- Ved Belcov set vestover, nedstrøms
- Mellem landsbyerne Novgrad og Beljanovo set opstrøms

- Wikimedia Commons har flere filer relateret til Jantra

43°24′33″N 25°40′45″Ø / 43.409166666667°N 25.679166666667°Ø